# Grup carboxi
Un grup carboxi (abans grup carboxil) és un grup funcional o característic dels composts orgànics amb una estructura està formada per un àtom de carboni unit a un àtom d'oxigen mitjançant un enllaç doble i a un grup hidroxi mitjançant un enllaç senzill, la qual fórmula és {\displaystyle {\ce {-COOH}}}. És el grup característic dels àcids carboxílics.

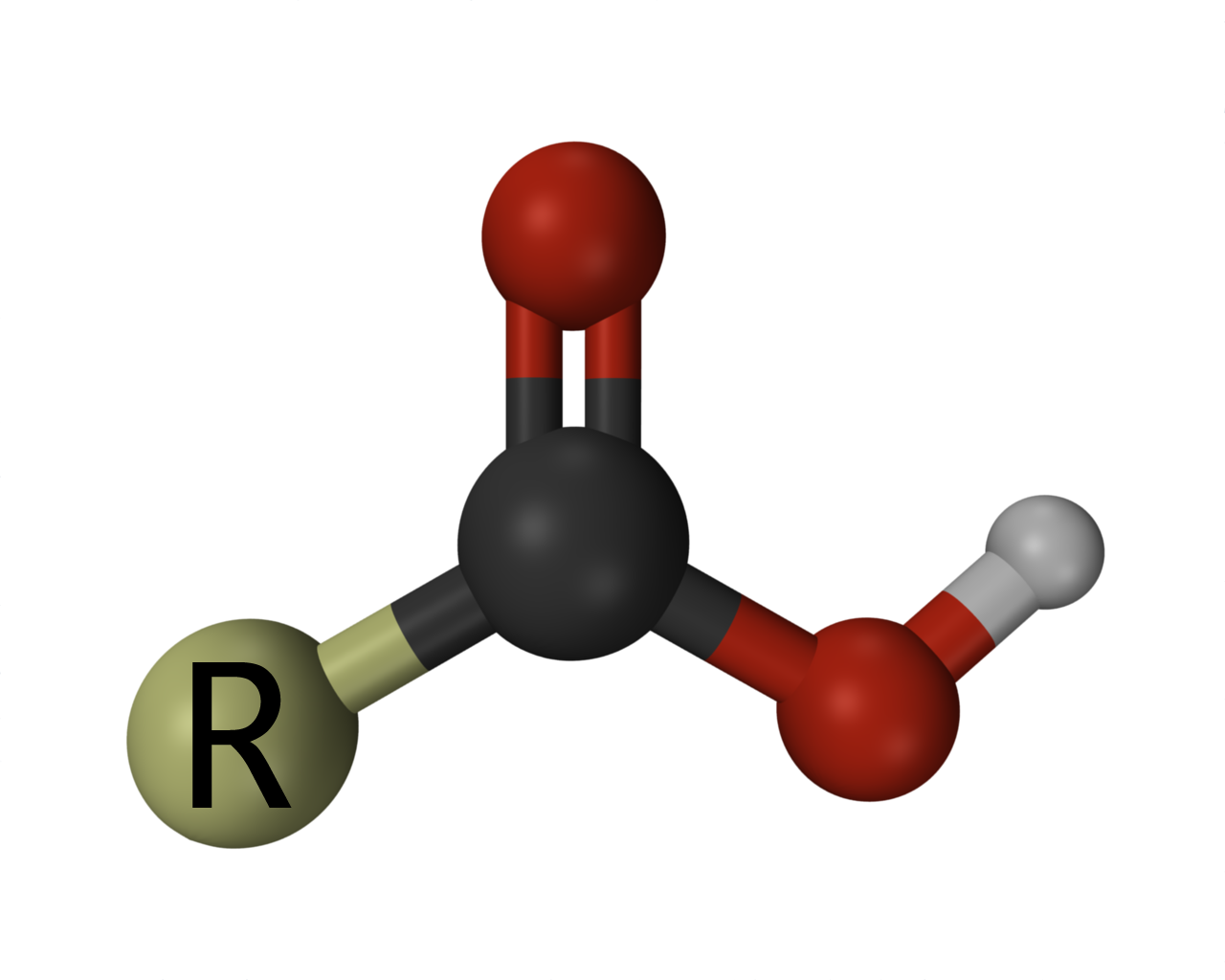
Model en 3D del grup carboxi enllaçat a una cadena de carbonis simbolitzada per R. En blanc l'àtom d'hidrogen, en vermell els d'oxigen i en negre el de carboni.

L'àtom de carboni s'enllaça mitjançant tres orbitals híbrids sp² als àtoms d'oxigen i a la cadena de carbonis. Els tres orbitals sp² estan disposats en un pla i separats amb angles de 120°. L'àtom de carboni queda amb un orbital atòmic p no hibridat que s'empra per formar un enllaç π amb l'oxigen que té el doble enllaç (grup carbonil). La mateixa hibridació és utilitzada per l'àtom d'oxigen enllaçat amb doble enllaç al carboni. Per altra banda, l'altre oxigen, el del grup hidroxi, fa servir híbrids sp3, orientats segons els vèrtexs d'un tetraedre i separats amb angles de 109,5.
Sovint el grup carboxi allibera el seu protó (H+) en solucions aquoses i, per tant, actua com un àcid, com és el cas de l'àcid acètic o l'àcid cítric.